# Korpus islamske revolucionarne garde
Korpus islamske revolucionarne garde (perzijski: سپاه پاسداران انقلاب اسلامی, Sepâh-e Pâsdârân-e Enghelâb-e Eslâmi, skraćeno Sepâh), poznat još i kao Revolucionarna garda ili Iranska revolucionarna garda, ogranak je oružanih snaga Islamske Republike Iran, osnovana nakon Iranske revolucije 22. travnja 1979. godine pod naredbom ajatolaha Ruholaha Homeinija. Dok Vojska Islamske Republike Iran brani granice Irana i održava unutrašnji red, prema iranskome ustavu, Revolucionarna garda ima cilj zaštite islamskorepublikanskoga političkoga sistema unutar države. Pripadnici ove jedinice tvrde kako je njihova uloga u zaštiti islamskog sistema sprječavanje stranoga miješanja, kao i sprječavanje puča strane vojske ili „devijantnoga pokreta”.
Korpus islamske revolucionarne garde ima oko 125.000 pripadnika uključujući kopnene, zračne i pomorske snage. Njene pomorske snage su primarne snage sa zadatkom operativne kontrolu Perzijskoga zaljeva. Korpus islamske revolucionarne garde također ima kontrolu nad paravojnom formacijom Basidž, koja ima oko 90.000 aktivnih pripadnika. Medijsko krilo Garde su „Sepah novosti”.
Kako je podrijetlo ove jedinice ideološko, Korpus islamske revolucije Irana ima visoki položaj u gotovo svakome aspektu iranskoga društva. Povećanja društvenoga, političkoga, vojnoga i ekonomskoga značaja Korpusa islamske revolucionarne garde za vrijeme predsjednika Mahmuda Ahmadinežada – posebno tijekom predsjedničkih izbora 2009. godine i poslijeizbornih protesta – navelo je mnoge Zapadne analitičare na misao da je politička moć Korpusa islamske revolucionarne garde veća od moći šijatskoga klerskoga sistema.
Zapovjednik Korpusa islamske revolucionarne garde od 2019. godine je Hossein Salami, a njegov prethodnici su bili Mohammad Ali Jafari (2007. – 2019.) i Yahya Rahim Safavi (1997. – 2007.)
Vlade Bahraina, Saudijske Arabije i SAD-a smatraju Korpus islamske revolucionarne garde terorističkom organizacijom.

## Vanjske poveznice
- (perz.) Vjesnik revolucionarne garde  Arhivirana inačica izvorne stranice od 23. srpnja 2008. (Wayback Machine)